# Dystrykt Stołeczny Akra
Dystrykt Stołeczny Akra – dystrykt w regionie Wielka Akra w Ghanie ze stolicą w Akrze.